# 국일그래핀
국일그래핀(KUK-IL GRAPHENE, Scale-Up CVD Graphene Nanocomposite Company)은 그래핀계 나노 소재를 비롯하여 초경량/고강도 복합소재 분야 및 전기적 특성을 활용한 고전도성 복합소재 분야로의 선두기업을 목표로 하고 있다. 천연 및 합성 섬유를 활용한 특수지, 특수 소재 분야에서 국내 최고의 전문기업인 국일제지 주식회사(國一製紙 株式會社, KUK-IL PAPER MFG.CO.,LTD)가 100% 출자한 그래핀 전문 기업으로, 저가-대면적 박막형 필름, 직접 전사 CVD 기술 등 원소재 응용뿐만 아니라 소재기반의 원천기술을 확대 응용하는 분야로 사업을 확장 중이다. 충남대와 산학협력을 통해 개발된 원천기술 바탕위에 특수 소재 전문기업인 국일제지의 응용개발 능력을 더하여, 복합소재, 디스플레이, 고기능성 그래핀 응용 제품의 최첨단 핵심기업을 목표로 두고 있다.

## 연혁
- 2018. 11   국일그래핀 주식회사 설립
- 2018. 12   8인치 CVD 장비 도입 및 사무실, 연구실 구성
- 2019. 4    미국특허 등록 (US 10,246,795)
- 2019. 5    8 Si Wafer CVD방식 박막 그래핀 합성 성공
- 2019. 5    자본금 600 백만원으로 증자
- 2019. 8    8 PET CVD방식의 박막 그래핀 합성 성공
- 2019. 8    그래핀 박막의 무전사 제조방법 특허등록
- 2019. 10   자본금 6,500 백만원으로 증자
- 2019. 10   대면적 그래핀 양산화를 위한 설비 제작 계약
- 2019. 11   IDTechEx Show(Santa Clara) 참가
- 2020. 3    국일그래핀㈜ 성남피엠센터 개소
- 2020. 4    대면적 그래핀 양산용 Roll to Roll 설비 입고
- 2020. 6    12인치 Batch식 그래핀 합성설비 입고[1]

1. ↑  “KUKIL GRAPHENE”. 2025년 7월 2일에 확인함.